# شولان (إقليد)
شولان (بالفارسية: شولان) هي قرية تقع في Hasanabad Rural District في إيران. يقدر عدد سكانها بـ 688 نسمة بحسب إحصاء 2016.